# Liste des chefs du gouvernement allemand
Cette page dresse la liste des chefs de gouvernement de l'Allemagne depuis 1871. Le chef du gouvernement a été titré « chancelier » (Kanzler) sous la plupart des régimes.

## Empire allemand
Pendant l’Empire allemand (1871–1919), le chef du gouvernement de l’empereur est le chancelier impérial (Reichskanzler). Il est nommé par l’empereur et n’est responsable que devant lui, et non devant le Reichstag (Assemblée de l'Empire élue). Ceci change le 29 octobre 1918, par un amendement de la constitution, mais la révolution allemande éclate quelques jours plus tard.
| Nom | Nom                       | Nom                                                 | Dates                               | Parti          | Législature (élection) | Empereur (règne)            | Notes                                                             |
| --- | ------------------------- | --------------------------------------------------- | ----------------------------------- | -------------- | --- | --------------------------- | ----------------------------------------------------------------- |
| 1   |                           | Otto von Bismarck (1815 - 1898)                     | 1er juillet 1867 21 mars 1871       | Sans étiquette | (août 1867) | Guillaume Ier (1867 - 1888) | Chancelier confédéral de la Confédération de l'Allemagne du Nord. |
| 1   | 22 mars 1871 20 mars 1890 | Otto von Bismarck (1815 - 1898)                     | Ire (1871)                          | Sans étiquette | Ministre-président de Prusse à partir de 1862, ce conservateur pragmatique veut donner à son pays une position dominante en Europe. Une série de victoires contre le Danemark en 1864, contre l'Autriche en 1866 puis contre la France en 1871 permettent la proclamation de l'Empire allemand dont il devient le premier chancelier. Dans les années 1870, le réarmement de la France revancharde inquiète et il met en place des systèmes d'alliances pour assurer la sécurité de l'empire, politique qui culmine en 1882 avec l'établissement de la Triplice. L'Allemagne entame une expansion coloniale. Il est limogé en 1890 par le nouvel empereur, Guillaume II. | Guillaume Ier (1867 - 1888) |                                                                   |
| 1   | 22 mars 1871 20 mars 1890 | Otto von Bismarck (1815 - 1898)                     | IIe (1874)                          | Sans étiquette | Ministre-président de Prusse à partir de 1862, ce conservateur pragmatique veut donner à son pays une position dominante en Europe. Une série de victoires contre le Danemark en 1864, contre l'Autriche en 1866 puis contre la France en 1871 permettent la proclamation de l'Empire allemand dont il devient le premier chancelier. Dans les années 1870, le réarmement de la France revancharde inquiète et il met en place des systèmes d'alliances pour assurer la sécurité de l'empire, politique qui culmine en 1882 avec l'établissement de la Triplice. L'Allemagne entame une expansion coloniale. Il est limogé en 1890 par le nouvel empereur, Guillaume II. | Guillaume Ier (1867 - 1888) |                                                                   |
| 1   | 22 mars 1871 20 mars 1890 | Otto von Bismarck (1815 - 1898)                     | IIIe (1877)                         | Sans étiquette | Ministre-président de Prusse à partir de 1862, ce conservateur pragmatique veut donner à son pays une position dominante en Europe. Une série de victoires contre le Danemark en 1864, contre l'Autriche en 1866 puis contre la France en 1871 permettent la proclamation de l'Empire allemand dont il devient le premier chancelier. Dans les années 1870, le réarmement de la France revancharde inquiète et il met en place des systèmes d'alliances pour assurer la sécurité de l'empire, politique qui culmine en 1882 avec l'établissement de la Triplice. L'Allemagne entame une expansion coloniale. Il est limogé en 1890 par le nouvel empereur, Guillaume II. | Guillaume Ier (1867 - 1888) |                                                                   |
| 1   | 22 mars 1871 20 mars 1890 | Otto von Bismarck (1815 - 1898)                     | IVe (1878)                          | Sans étiquette | Ministre-président de Prusse à partir de 1862, ce conservateur pragmatique veut donner à son pays une position dominante en Europe. Une série de victoires contre le Danemark en 1864, contre l'Autriche en 1866 puis contre la France en 1871 permettent la proclamation de l'Empire allemand dont il devient le premier chancelier. Dans les années 1870, le réarmement de la France revancharde inquiète et il met en place des systèmes d'alliances pour assurer la sécurité de l'empire, politique qui culmine en 1882 avec l'établissement de la Triplice. L'Allemagne entame une expansion coloniale. Il est limogé en 1890 par le nouvel empereur, Guillaume II. | Guillaume Ier (1867 - 1888) |                                                                   |
| 1   | 22 mars 1871 20 mars 1890 | Otto von Bismarck (1815 - 1898)                     | Ve (1881)                           | Sans étiquette | Ministre-président de Prusse à partir de 1862, ce conservateur pragmatique veut donner à son pays une position dominante en Europe. Une série de victoires contre le Danemark en 1864, contre l'Autriche en 1866 puis contre la France en 1871 permettent la proclamation de l'Empire allemand dont il devient le premier chancelier. Dans les années 1870, le réarmement de la France revancharde inquiète et il met en place des systèmes d'alliances pour assurer la sécurité de l'empire, politique qui culmine en 1882 avec l'établissement de la Triplice. L'Allemagne entame une expansion coloniale. Il est limogé en 1890 par le nouvel empereur, Guillaume II. | Guillaume Ier (1867 - 1888) |                                                                   |
| 1   | 22 mars 1871 20 mars 1890 | Otto von Bismarck (1815 - 1898)                     | VIe (1884)                          | Sans étiquette | Ministre-président de Prusse à partir de 1862, ce conservateur pragmatique veut donner à son pays une position dominante en Europe. Une série de victoires contre le Danemark en 1864, contre l'Autriche en 1866 puis contre la France en 1871 permettent la proclamation de l'Empire allemand dont il devient le premier chancelier. Dans les années 1870, le réarmement de la France revancharde inquiète et il met en place des systèmes d'alliances pour assurer la sécurité de l'empire, politique qui culmine en 1882 avec l'établissement de la Triplice. L'Allemagne entame une expansion coloniale. Il est limogé en 1890 par le nouvel empereur, Guillaume II. | Guillaume Ier (1867 - 1888) |                                                                   |
| 1   | 22 mars 1871 20 mars 1890 | Otto von Bismarck (1815 - 1898)                     | VIIe (1887)                         | Sans étiquette | Ministre-président de Prusse à partir de 1862, ce conservateur pragmatique veut donner à son pays une position dominante en Europe. Une série de victoires contre le Danemark en 1864, contre l'Autriche en 1866 puis contre la France en 1871 permettent la proclamation de l'Empire allemand dont il devient le premier chancelier. Dans les années 1870, le réarmement de la France revancharde inquiète et il met en place des systèmes d'alliances pour assurer la sécurité de l'empire, politique qui culmine en 1882 avec l'établissement de la Triplice. L'Allemagne entame une expansion coloniale. Il est limogé en 1890 par le nouvel empereur, Guillaume II. | Guillaume Ier (1867 - 1888) |                                                                   |
| 1   | 22 mars 1871 20 mars 1890 | Otto von Bismarck (1815 - 1898)                     | Frédéric III (1888)                 | Sans étiquette | Ministre-président de Prusse à partir de 1862, ce conservateur pragmatique veut donner à son pays une position dominante en Europe. Une série de victoires contre le Danemark en 1864, contre l'Autriche en 1866 puis contre la France en 1871 permettent la proclamation de l'Empire allemand dont il devient le premier chancelier. Dans les années 1870, le réarmement de la France revancharde inquiète et il met en place des systèmes d'alliances pour assurer la sécurité de l'empire, politique qui culmine en 1882 avec l'établissement de la Triplice. L'Allemagne entame une expansion coloniale. Il est limogé en 1890 par le nouvel empereur, Guillaume II. |                             |                                                                   |
| 1   | 22 mars 1871 20 mars 1890 | Otto von Bismarck (1815 - 1898)                     | Guillaume II (1888 - 1918)          | Sans étiquette | Ministre-président de Prusse à partir de 1862, ce conservateur pragmatique veut donner à son pays une position dominante en Europe. Une série de victoires contre le Danemark en 1864, contre l'Autriche en 1866 puis contre la France en 1871 permettent la proclamation de l'Empire allemand dont il devient le premier chancelier. Dans les années 1870, le réarmement de la France revancharde inquiète et il met en place des systèmes d'alliances pour assurer la sécurité de l'empire, politique qui culmine en 1882 avec l'établissement de la Triplice. L'Allemagne entame une expansion coloniale. Il est limogé en 1890 par le nouvel empereur, Guillaume II. |                             |                                                                   |
| 1   | 22 mars 1871 20 mars 1890 | Otto von Bismarck (1815 - 1898)                     | VIIIe (1890)                        | Sans étiquette | Ministre-président de Prusse à partir de 1862, ce conservateur pragmatique veut donner à son pays une position dominante en Europe. Une série de victoires contre le Danemark en 1864, contre l'Autriche en 1866 puis contre la France en 1871 permettent la proclamation de l'Empire allemand dont il devient le premier chancelier. Dans les années 1870, le réarmement de la France revancharde inquiète et il met en place des systèmes d'alliances pour assurer la sécurité de l'empire, politique qui culmine en 1882 avec l'établissement de la Triplice. L'Allemagne entame une expansion coloniale. Il est limogé en 1890 par le nouvel empereur, Guillaume II. |                             |                                                                   |
| 2   |                           | Leo von Caprivi (1831 - 1899)                       | 20 mars 1890 26 octobre 1894        | Sans étiquette | - |                             |                                                                   |
| 2   | IXe (1893)                | Leo von Caprivi (1831 - 1899)                       | 20 mars 1890 26 octobre 1894        | Sans étiquette | - |                             |                                                                   |
| 3   |                           | Chlodwig zu Hohenlohe-Schillingsfürst (1819 - 1901) | 29 octobre 1894 17 octobre 1900     | Sans étiquette | - |                             |                                                                   |
| 3   | Xe (1898)                 | Chlodwig zu Hohenlohe-Schillingsfürst (1819 - 1901) | 29 octobre 1894 17 octobre 1900     | Sans étiquette | - |                             |                                                                   |
| 4   |                           | Bernhard von Bülow (1849 - 1929)                    | 17 octobre 1900 13 juillet 1909     | Sans étiquette | - |                             |                                                                   |
| 4   | XIe (1903)                | Bernhard von Bülow (1849 - 1929)                    | 17 octobre 1900 13 juillet 1909     | Sans étiquette | - |                             |                                                                   |
| 4   | XIIe (1907)               | Bernhard von Bülow (1849 - 1929)                    | 17 octobre 1900 13 juillet 1909     | Sans étiquette | - |                             |                                                                   |
| 5   |                           | Theobald von Bethmann Hollweg (1856 - 1921)         | 14 juillet 1909 13 juillet 1917     | Sans étiquette | - |                             |                                                                   |
| 5   | XIIIe (1912)              | Theobald von Bethmann Hollweg (1856 - 1921)         | 14 juillet 1909 13 juillet 1917     | Sans étiquette | - |                             |                                                                   |
| 6   |                           | Georg Michaelis (1857 - 1936)                       | 14 juillet 1917 31 octobre 1917     | Sans étiquette | - |                             |                                                                   |
| 7   |                           | Georg von Hertling (1843 - 1919)                    | 1er novembre 1917 30 septembre 1918 | DZP            | - |                             |                                                                   |
| 8   |                           | Max de Bade (1867 - 1929)                           | 3 octobre 1918 9 novembre 1918      | Sans étiquette | - |                             |                                                                   |

## République de Weimar
À l'époque de la république de Weimar (1919-1933), le chancelier du Reich (der Reichskanzler) (ministre-président du 13 février au 14 août 1919) est nommé par le président du Reich (der Reichspräsident) et il est responsable devant le Reichstag.
| Nom | Nom                               | Nom                                 | Gouvernement et dates              | Gouvernement et dates              | Coalition                           | Parti                | Législature (élection)               | Président (dates du mandat) | Président (dates du mandat)   |
| --- | --------------------------------- | ----------------------------------- | ---------------------------------- | ---------------------------------- | ----------------------------------- | -------------------- | ------------------------------------ | --------------------------- | ----------------------------- |
| 9   |                                   | Friedrich Ebert (1871 - 1925)       | Conseil des commissaires du peuple | 9 novembre 1918 29 décembre 1918   | SPD, USPD                           | SPD                  | Aucune                               | Aucun                       | Aucun                         |
| 9   | 29 décembre 1918 11 février 1919  | Friedrich Ebert (1871 - 1925)       | Conseil des commissaires du peuple | SPD                                |                                     | SPD                  | Aucune                               | Aucun                       | Aucun                         |
| 10  |                                   | Philipp Scheidemann (1865 - 1939)   | •                                  | 13 février 1919 20 juin 1919       | Coalition de Weimar (SPD, DDP, DZP) | SPD                  | Assemblée nationale de Weimar (1919) |                             | Friedrich Ebert (1919 - 1925) |
| 11  |                                   | Gustav Bauer (1870 - 1944)          | •                                  | 21 juin 1919 26 mars 1920          | Coalition de Weimar (SPD, DDP, DZP) | SPD                  | Assemblée nationale de Weimar (1919) |                             | Friedrich Ebert (1919 - 1925) |
| 12  |                                   | Hermann Müller (1876 - 1931)        | 1                                  | 27 mars 1920 21 juin 1920          | Coalition de Weimar (SPD, DDP, DZP) | SPD                  | Assemblée nationale de Weimar (1919) |                             | Friedrich Ebert (1919 - 1925) |
| 13  |                                   | Constantin Fehrenbach (1852 - 1926) | •                                  | 25 juin 1920 4 mai 1921            | Coalition de Weimar (SPD, DDP, DZP) | DZP                  | Ire (1920)                           |                             | Friedrich Ebert (1919 - 1925) |
| 14  |                                   | Joseph Wirth (1879 - 1956)          | 1                                  | 10 mai 1921 22 octobre 1921        | Coalition de Weimar (SPD, DDP, DZP) | DZP                  | Ire (1920)                           |                             | Friedrich Ebert (1919 - 1925) |
| 14  | 2                                 | Joseph Wirth (1879 - 1956)          | 26 octobre 1921 14 octobre 1922    | Coalition de Weimar + BB           |                                     | DZP                  | Ire (1920)                           |                             | Friedrich Ebert (1919 - 1925) |
| 15  |                                   | Wilhelm Cuno (1876 - 1933)          | •                                  | 22 novembre 1922 12 août 1923      | DDP, DZP, DVP, BVP                  | Indépendant          | Ire (1920)                           |                             | Friedrich Ebert (1919 - 1925) |
| 16  |                                   | Gustav Stresemann (1878 - 1929)     | 1                                  | 14 août 1923 6 octobre 1923        | SPD, DDP, DZP, DVP                  | DVP                  | Ire (1920)                           |                             | Friedrich Ebert (1919 - 1925) |
| 16  | 2                                 | Gustav Stresemann (1878 - 1929)     | 6 octobre 1923 23 novembre 1923    |                                    | SPD, DDP, DZP, DVP                  | DVP                  | Ire (1920)                           |                             | Friedrich Ebert (1919 - 1925) |
| 17  |                                   | Wilhelm Marx (1863 - 1946)          | 1                                  | 30 novembre 1923 26 mai 1924       | DDP, DZP, DVP, BVP                  | DZP                  | Ire (1920)                           |                             | Friedrich Ebert (1919 - 1925) |
| 17  | 2                                 | Wilhelm Marx (1863 - 1946)          | 27 mai 1924 15 janvier 1925        | DDP, DZP, DVP                      | IIe (mai 1924)                      | DZP                  |                                      |                             | Friedrich Ebert (1919 - 1925) |
| 17  | 2                                 | Wilhelm Marx (1863 - 1946)          | 27 mai 1924 15 janvier 1925        | DDP, DZP, DVP                      | IIIe (déc. 1924)                    | DZP                  |                                      |                             | Friedrich Ebert (1919 - 1925) |
| 18  |                                   | Hans Luther (1879 - 1962)           | 1                                  | 15 janvier 1925 19 janvier 1926    | DDP, DZP, DVP, BVP, DNVP            | Indépendant          |                                      |                             | Friedrich Ebert (1919 - 1925) |
| 18  | Hans Luther (1925, intérim)       | Hans Luther (1879 - 1962)           | 1                                  | 15 janvier 1925 19 janvier 1926    | DDP, DZP, DVP, BVP, DNVP            | Indépendant          |                                      |                             |                               |
| 18  | Walter Simons (1925, intérim)     | Hans Luther (1879 - 1962)           | 1                                  | 15 janvier 1925 19 janvier 1926    | DDP, DZP, DVP, BVP, DNVP            | Indépendant          |                                      |                             |                               |
| 18  | Paul von Hindenburg (1925 - 1934) | Hans Luther (1879 - 1962)           | 1                                  | 15 janvier 1925 19 janvier 1926    | DDP, DZP, DVP, BVP, DNVP            | Indépendant          |                                      |                             |                               |
| 18  | 2                                 | Hans Luther (1879 - 1962)           | 19 janvier 1926 12 mai 1926        | DDP, DZP, DVP, BVP                 |                                     | Indépendant          |                                      |                             |                               |
| 19  |                                   | Wilhelm Marx (1863 - 1946)          | 3                                  | DDP, DZP, DVP, BVP                 | 17 mai 1926 17 décembre 1926        | DZP                  |                                      |                             |                               |
| 19  | 4                                 | Wilhelm Marx (1863 - 1946)          | 28 janvier 1927 12 mai 1928        | DDP, DZP, DVP, BVP, DNVP           |                                     | DZP                  |                                      |                             |                               |
| 20  |                                   | Hermann Müller (1876 - 1931)        | 2                                  | 28 juin 1928 27 mars 1930          | SPD, DDP, DZP, DVP, BVP             | SPD                  | IVe (1928)                           |                             |                               |
| 21  |                                   | Heinrich Brüning (1885 - 1970)      | 1                                  | 30 mars 1930 9 novembre 1930       | BVP, DDP, DZP, DVP, KVP, WP, CNBL   | DZP                  | IVe (1928)                           |                             |                               |
| 21  | 9 novembre 1930 7 octobre 1931    | Heinrich Brüning (1885 - 1970)      | 1                                  | BVP, DStP, DZP, DVP, KVP, WP, CNBL | Ve (1930)                           | DZP                  |                                      |                             |                               |
| 21  | 2                                 | Heinrich Brüning (1885 - 1970)      | 10 octobre 1931 1er juin 1932      | SPD, DStP, DZP, BVP, KVP, CNBL     | Ve (1930)                           | DZP                  |                                      |                             |                               |
| 22  |                                   | Franz von Papen (1879 - 1969)       | •                                  | 1er juin 1932 17 novembre 1932     | Ve (1930)                           | Cabinet présidentiel | Indépendant                          |                             |                               |
| 22  | VIe (juil. 1932)                  | Franz von Papen (1879 - 1969)       | •                                  | 1er juin 1932 17 novembre 1932     |                                     | Cabinet présidentiel | Indépendant                          |                             |                               |
| 23  |                                   | Kurt von Schleicher (1882 - 1934)   | •                                  | 3 décembre 1932 28 janvier 1933    | VIIe (nov. 1932)                    | Cabinet présidentiel | Indépendant                          |                             |                               |
| 24  |                                   | Adolf Hitler (1889 - 1945)          | •                                  | 30 janvier 1933 23 mars 1933       | VIIe (nov. 1932)                    | Cabinet présidentiel | NSDAP                                |                             |                               |
| 24  | VIIIe (mars 1933)                 | Adolf Hitler (1889 - 1945)          | •                                  | 30 janvier 1933 23 mars 1933       |                                     | Cabinet présidentiel | NSDAP                                |                             |                               |

## Troisième Reich
| Nom | Nom                        | Nom                                     | Gouvernement et dates          | Gouvernement et dates      | Coalition | Parti | Législature (élection)                                                 | Président (dates du mandat) | Président (dates du mandat)                                                                            | Notes |
| --- | -------------------------- | --------------------------------------- | ------------------------------ | -------------------------- | --------- | ----- | ---------------------------------------------------------------------- | --------------------------- | --- | --- |
| 1   |                            | Adolf Hitler (1889 - 1945)              | •                              | 23 mars 1933 30 avril 1945 | Dictature | NSDAP | VIIIe (mars 1933)                                                      |                             | Paul von Hindenburg (1925 - 1934)                                                                      | En 1933, Adolf Hitler accède au poste de chancelier du Reich. En 1934, les postes de chancelier et de président sont remplacés par le titre de Führer et chancelier du Reich (Führer und Reichskanzler). Ces fonctions sont ensuite séparées à nouveau dans le testament politique de Hitler. |
| 1   | (nov. 1933)                | Adolf Hitler (1889 - 1945)              | •                              | 23 mars 1933 30 avril 1945 | Dictature | NSDAP |                                                                        |                             | Paul von Hindenburg (1925 - 1934)                                                                      | En 1933, Adolf Hitler accède au poste de chancelier du Reich. En 1934, les postes de chancelier et de président sont remplacés par le titre de Führer et chancelier du Reich (Führer und Reichskanzler). Ces fonctions sont ensuite séparées à nouveau dans le testament politique de Hitler. |
| 1   | Adolf Hitler (1934 - 1945) | Adolf Hitler (1889 - 1945)              | •                              | 23 mars 1933 30 avril 1945 | Dictature | NSDAP |                                                                        |                             | | En 1933, Adolf Hitler accède au poste de chancelier du Reich. En 1934, les postes de chancelier et de président sont remplacés par le titre de Führer et chancelier du Reich (Führer und Reichskanzler). Ces fonctions sont ensuite séparées à nouveau dans le testament politique de Hitler. |
| 1   | (1936)                     | Adolf Hitler (1889 - 1945)              | •                              | 23 mars 1933 30 avril 1945 | Dictature | NSDAP |                                                                        |                             | | En 1933, Adolf Hitler accède au poste de chancelier du Reich. En 1934, les postes de chancelier et de président sont remplacés par le titre de Führer et chancelier du Reich (Führer und Reichskanzler). Ces fonctions sont ensuite séparées à nouveau dans le testament politique de Hitler. |
| 1   | (1938)                     | Adolf Hitler (1889 - 1945)              | •                              | 23 mars 1933 30 avril 1945 | Dictature | NSDAP |                                                                        |                             | | En 1933, Adolf Hitler accède au poste de chancelier du Reich. En 1934, les postes de chancelier et de président sont remplacés par le titre de Führer et chancelier du Reich (Führer und Reichskanzler). Ces fonctions sont ensuite séparées à nouveau dans le testament politique de Hitler. |
| 2   |                            | Joseph Goebbels (1897 - 1945)           | •                              | 30 avril 1945 1er mai 1945 | Dictature | NSDAP |                                                                        | Karl Dönitz (1945)          | Formellement pendant un jour, entre la mort d’Adolf Hitler (30 avril) et son propre suicide (1er mai). | |
| 3   |                            | Lutz Schwerin von Krosigk (1887 - 1977) | • (Gouvernement de Flensbourg) | 1er mai 1945 23 mai 1945   | Dictature | NSDAP | Il refuse le titre de chancelier et prend celui de ministre-président. | Karl Dönitz (1945)          | | |

## République démocratique allemande
Sous la République démocratique allemande (1949–1990), le chef de gouvernement était le président du Conseil des ministres (Vorsitzender des Ministerrats).
|  | Portrait | Nom                        | Début du mandat   | Fin du mandat     | Durée                      | Appartenance politique | Notes |
|  | -------- | -------------------------- | ----------------- | ----------------- | -------------------------- | ---------------------- | --- |
|  |          | Otto Grotewohl 1894-1964   | 12 octobre 1949   | 21 septembre 1964 | 14 ans, 11 mois et 9 jours | SED                    | |
|  |          | Willi Stoph 1914-1999      | 21 septembre 1964 | 3 octobre 1973    | 9 ans et 12 jours          | SED                    | |
|  |          | Horst Sindermann 1915-1990 | 3 octobre 1973    | 29 octobre 1976   | 3 ans et 26 jours          | SED                    | Devient ensuite président de la Chambre du peuple jusqu'en 1989.                                                               |
|  |          | Willi Stoph 1914-1999      | 29 octobre 1976   | 13 novembre 1989  | 13 ans et 15 jours         | SED                    | Admet devant la Chambre du peuple l'échec de la RDA en novembre 1989.                                                          |
|  |          | Hans Modrow 1928-2023      | 13 novembre 1989  | 12 avril 1990     | 4 mois et 30 jours         | SED / PDS              | À la fin de son mandat, il fait entrer huit représentants des mouvements d'opposition au régime dans son gouvernement.         |
|  |          | Lothar de Maizière 1940-   | 12 avril 1990     | 2 octobre 1990    | 5 mois et 20 jours         | CDU Est-allemande      | Porte le titre de ministre-président. Premier et dernier chef de gouvernement issu d'élections libres et démocratiques en RDA. |

## République fédérale d'Allemagne
Sous la République fédérale, depuis 1949 (Allemagne de l'Ouest, puis depuis 1990 Allemagne réunifiée), le chef de gouvernement est le chancelier fédéral ou Bundeskanzler. L'arrivée d'Angela Merkel au pouvoir en 2005 a conduit à la féminisation de la fonction : elle est désignée comme la chancelière fédérale ou Bundeskanzlerin.
| Nom                        | Nom                               | Nom                                | Gouvernement et dates | Gouvernement et dates                 | Coalition                         | Parti                                    | Législature (élection)          | Président (dates du mandat) | Président (dates du mandat) | Notes |
| -------------------------- | --------------------------------- | ---------------------------------- | --------------------- | ------------------------------------- | --------------------------------- | ---------------------------------------- | ------------------------------- | --- | --- | --- |
|                            |                                   | Konrad Adenauer (1876 - 1967)      | 1                     | 15 septembre 1949 20 octobre 1953     | CDU/CSU-FDP-DP                    | CDU                                      | 1re (1949)                      | | Theodor Heuss (1949 - 1959) | Père fondateur de la République fédérale et partisan d’une orientation conservatrice et pro-occidentale. |
| 2                          | 20 octobre 1953 16 octobre 1956   | Konrad Adenauer (1876 - 1967)      | CDU/CSU-FDP-GB/BHE-DP | 2e (1953)                             |                                   | CDU                                      |                                 | | Theodor Heuss (1949 - 1959) | Père fondateur de la République fédérale et partisan d’une orientation conservatrice et pro-occidentale. |
| 2                          | 16 octobre 1956 29 octobre 1957   | Konrad Adenauer (1876 - 1967)      | CDU/CSU-FVP-DP        | 2e (1953)                             |                                   | CDU                                      |                                 | | Theodor Heuss (1949 - 1959) | Père fondateur de la République fédérale et partisan d’une orientation conservatrice et pro-occidentale. |
| 3                          | 29 octobre 1957 1er juillet 1960  | Konrad Adenauer (1876 - 1967)      | CDU/CSU-DP            | 3e (1957)                             |                                   | CDU                                      |                                 | | Theodor Heuss (1949 - 1959) | Père fondateur de la République fédérale et partisan d’une orientation conservatrice et pro-occidentale. |
| 3                          | 29 octobre 1957 1er juillet 1960  | Konrad Adenauer (1876 - 1967)      | CDU/CSU-DP            | 3e (1957)                             | Heinrich Lübke (1959 - 1969)      | CDU                                      |                                 | | | Père fondateur de la République fédérale et partisan d’une orientation conservatrice et pro-occidentale. |
| 3                          | 1er juillet 1960 14 novembre 1961 | Konrad Adenauer (1876 - 1967)      | CDU/CSU               | 3e (1957)                             |                                   | CDU                                      |                                 | | | Père fondateur de la République fédérale et partisan d’une orientation conservatrice et pro-occidentale. |
| 4                          | 14 novembre 1961 13 décembre 1962 | Konrad Adenauer (1876 - 1967)      | CDU/CSU-FDP           | 4e (1961)                             |                                   | CDU                                      |                                 | | | Père fondateur de la République fédérale et partisan d’une orientation conservatrice et pro-occidentale. |
| 5                          | 14 décembre 1962 11 octobre 1963  | Konrad Adenauer (1876 - 1967)      | CDU/CSU-FDP           | 4e (1961)                             |                                   | CDU                                      |                                 | | | Père fondateur de la République fédérale et partisan d’une orientation conservatrice et pro-occidentale. |
|                            |                                   | Ludwig Erhard (1897 - 1977)        | CDU/CSU-FDP           | 4e (1961)                             | 1                                 | CDU                                      | 17 octobre 1963 26 octobre 1965 | Ministre fédéral de l'Économie depuis 1949, artisan du « miracle économique allemand » avant ses trois années à la chancellerie. Remplace Adenauer de la tête de la CDU peu après le traité d'amitié franco-allemand. | | |
| 2                          | 26 octobre 1965 30 novembre 1966  | Ludwig Erhard (1897 - 1977)        | CDU/CSU-FDP           | 5e (1965)                             |                                   | CDU                                      |                                 | Ministre fédéral de l'Économie depuis 1949, artisan du « miracle économique allemand » avant ses trois années à la chancellerie. Remplace Adenauer de la tête de la CDU peu après le traité d'amitié franco-allemand. | | |
|                            |                                   | Kurt Georg Kiesinger (1904 - 1988) | •                     | 5e (1965)                             | 1er décembre 1966 21 octobre 1969 | CDU                                      | CDU/CSU-SPD                     | | Précédemment ministre-président de Bade-Wurtemberg. À la tête de la première grande coalition de la République fédérale. | |
|                            | Gustav Heinemann (1969 - 1974)    | Kurt Georg Kiesinger (1904 - 1988) | •                     | 5e (1965)                             | 1er décembre 1966 21 octobre 1969 | CDU                                      | CDU/CSU-SPD                     | | Précédemment ministre-président de Bade-Wurtemberg. À la tête de la première grande coalition de la République fédérale. | |
|                            |                                   | Willy Brandt (1913 - 1992)         | 1                     | 22 octobre 1969 15 décembre 1972      | SPD-FDP                           | SPD                                      | 6e (1969)                       | | Premier chancelier social-démocrate depuis 1930, à la tête d’une coalition sociale-libérale. Ancien bourgmestre-gouverneur de Berlin-Ouest, précédemment ministre fédéral des Affaires étrangères.                                         | |
| 2                          | 15 décembre 1972 7 mai 1974       | Willy Brandt (1913 - 1992)         | 7e (1972)             |                                       | SPD-FDP                           | SPD                                      |                                 | | Premier chancelier social-démocrate depuis 1930, à la tête d’une coalition sociale-libérale. Ancien bourgmestre-gouverneur de Berlin-Ouest, précédemment ministre fédéral des Affaires étrangères.                                         | |
| 2                          |                                   |                                    | 7e (1972)             | Walter Scheel (intérim) (1919 - 2016) | SPD-FDP                           | 7 mai 1974 16 mai 1974                   | FDP                             | | Premier chancelier social-démocrate depuis 1930, à la tête d’une coalition sociale-libérale. Ancien bourgmestre-gouverneur de Berlin-Ouest, précédemment ministre fédéral des Affaires étrangères.                                         | |
|                            |                                   | Helmut Schmidt (1918 - 2015)       | 7e (1972)             | 1                                     | SPD-FDP                           | 16 mai 1974 14 décembre 1976             | SPD                             | | Successeur de Brandt à la tête de la coalition sociale-libérale jusqu’au retour à droite du FDP. | |
|                            | Walter Scheel (1974 - 1979)       | Helmut Schmidt (1918 - 2015)       | 7e (1972)             | 1                                     | SPD-FDP                           | 16 mai 1974 14 décembre 1976             | SPD                             | | Successeur de Brandt à la tête de la coalition sociale-libérale jusqu’au retour à droite du FDP. | |
| 2                          | 16 décembre 1976 4 novembre 1980  | Helmut Schmidt (1918 - 2015)       | 8e (1976)             |                                       | SPD-FDP                           |                                          | SPD                             | | Successeur de Brandt à la tête de la coalition sociale-libérale jusqu’au retour à droite du FDP. | |
| 2                          | 16 décembre 1976 4 novembre 1980  | Helmut Schmidt (1918 - 2015)       | 8e (1976)             | Karl Carstens (1979 - 1984)           | SPD-FDP                           |                                          | SPD                             | | Successeur de Brandt à la tête de la coalition sociale-libérale jusqu’au retour à droite du FDP. | |
| 3                          | 6 novembre 1980 1er octobre 1982  | Helmut Schmidt (1918 - 2015)       | 9e (1980)             |                                       | SPD-FDP                           |                                          | SPD                             | | Successeur de Brandt à la tête de la coalition sociale-libérale jusqu’au retour à droite du FDP. | |
|                            |                                   | Helmut Kohl (1930 - 2017)          | 9e (1980)             | 1                                     | 1er octobre 1982 29 mars 1983     | CDU/CSU-FDP DSU (à partir du 03/10/1990) | CDU                             | Ancien ministre-président de Rhénanie-Palatinat. Plus long mandat depuis Bismarck, artisan de la Réunification en 1990.                                                                                               | | |
| 2                          | 30 mars 1983 11 mars 1987         | Helmut Kohl (1930 - 2017)          | 10e (1983)            |                                       |                                   | CDU/CSU-FDP DSU (à partir du 03/10/1990) | CDU                             | Ancien ministre-président de Rhénanie-Palatinat. Plus long mandat depuis Bismarck, artisan de la Réunification en 1990.                                                                                               | | |
| 2                          | 30 mars 1983 11 mars 1987         | Helmut Kohl (1930 - 2017)          | 10e (1983)            | Richard von Weizsäcker (1984 - 1994)  |                                   | CDU/CSU-FDP DSU (à partir du 03/10/1990) | CDU                             | Ancien ministre-président de Rhénanie-Palatinat. Plus long mandat depuis Bismarck, artisan de la Réunification en 1990.                                                                                               | | |
| 3                          | 12 mars 1987 18 janvier 1991      | Helmut Kohl (1930 - 2017)          | 11e (1987)            |                                       |                                   | CDU/CSU-FDP DSU (à partir du 03/10/1990) | CDU                             | Ancien ministre-président de Rhénanie-Palatinat. Plus long mandat depuis Bismarck, artisan de la Réunification en 1990.                                                                                               | | |
| 4                          | 18 janvier 1991 17 novembre 1994  | Helmut Kohl (1930 - 2017)          | CDU/CSU-FDP           | 12e (1990)                            |                                   |                                          | CDU                             | Ancien ministre-président de Rhénanie-Palatinat. Plus long mandat depuis Bismarck, artisan de la Réunification en 1990.                                                                                               | | |
| 4                          | 18 janvier 1991 17 novembre 1994  | Helmut Kohl (1930 - 2017)          | CDU/CSU-FDP           | 12e (1990)                            | Roman Herzog (1994 - 1999)        |                                          | CDU                             | Ancien ministre-président de Rhénanie-Palatinat. Plus long mandat depuis Bismarck, artisan de la Réunification en 1990.                                                                                               | | |
| 5                          | 17 novembre 1994 27 octobre 1998  | Helmut Kohl (1930 - 2017)          | CDU/CSU-FDP           | 13e (1994)                            |                                   |                                          | CDU                             | Ancien ministre-président de Rhénanie-Palatinat. Plus long mandat depuis Bismarck, artisan de la Réunification en 1990.                                                                                               | | |
|                            |                                   | Gerhard Schröder (1944)            | 1                     | 27 octobre 1998 22 octobre 2002       | SPD-Grünen                        | SPD                                      | 14e (1998)                      | | Précédemment ministre-président de Basse-Saxe. Premier baby-boomer à prendre la tête du gouvernement, marquant l’arrivée au pouvoir de la « génération de 68 » avec la coalition rouge-verte.                                              | |
|                            | Johannes Rau (1999 - 2004)        | Gerhard Schröder (1944)            | 1                     | 27 octobre 1998 22 octobre 2002       | SPD-Grünen                        | SPD                                      | 14e (1998)                      | | Précédemment ministre-président de Basse-Saxe. Premier baby-boomer à prendre la tête du gouvernement, marquant l’arrivée au pouvoir de la « génération de 68 » avec la coalition rouge-verte.                                              | |
| 2                          | 22 octobre 2002 22 novembre 2005  | Gerhard Schröder (1944)            | 15e (2002)            |                                       | SPD-Grünen                        | SPD                                      |                                 | | Précédemment ministre-président de Basse-Saxe. Premier baby-boomer à prendre la tête du gouvernement, marquant l’arrivée au pouvoir de la « génération de 68 » avec la coalition rouge-verte.                                              | |
| 2                          | 22 octobre 2002 22 novembre 2005  | Gerhard Schröder (1944)            | 15e (2002)            | Horst Köhler (2004 - 2010)            | SPD-Grünen                        | SPD                                      |                                 | | Précédemment ministre-président de Basse-Saxe. Premier baby-boomer à prendre la tête du gouvernement, marquant l’arrivée au pouvoir de la « génération de 68 » avec la coalition rouge-verte.                                              | |
|                            |                                   | Angela Merkel (1954)               | 1                     | 22 novembre 2005 28 octobre 2009      | CDU/CSU-SPD                       | CDU                                      | 16e (2005)                      | | Première femme et première personnalité de l’ancienne Allemagne de l’Est à cette fonction, à la tête d'une grande coalition de 2005 à 2009, d'une coalition CDU-CSU-FDP de 2009 à 2013 et à nouveau d'une grande coalition de 2013 à 2021. | |
| 2                          | 28 octobre 2009 17 décembre 2013  | Angela Merkel (1954)               | CDU/CSU-FDP           | 17e (2009)                            |                                   | CDU                                      |                                 | | Première femme et première personnalité de l’ancienne Allemagne de l’Est à cette fonction, à la tête d'une grande coalition de 2005 à 2009, d'une coalition CDU-CSU-FDP de 2009 à 2013 et à nouveau d'une grande coalition de 2013 à 2021. | |
| 2                          | 28 octobre 2009 17 décembre 2013  | Angela Merkel (1954)               | CDU/CSU-FDP           | 17e (2009)                            | Jens Böhrnsen (2010, intérim)     | CDU                                      |                                 | | Première femme et première personnalité de l’ancienne Allemagne de l’Est à cette fonction, à la tête d'une grande coalition de 2005 à 2009, d'une coalition CDU-CSU-FDP de 2009 à 2013 et à nouveau d'une grande coalition de 2013 à 2021. | |
| 2                          | 28 octobre 2009 17 décembre 2013  | Angela Merkel (1954)               | CDU/CSU-FDP           | 17e (2009)                            | Christian Wulff (2010 - 2012)     | CDU                                      |                                 | | Première femme et première personnalité de l’ancienne Allemagne de l’Est à cette fonction, à la tête d'une grande coalition de 2005 à 2009, d'une coalition CDU-CSU-FDP de 2009 à 2013 et à nouveau d'une grande coalition de 2013 à 2021. | |
| 2                          | 28 octobre 2009 17 décembre 2013  | Angela Merkel (1954)               | CDU/CSU-FDP           | 17e (2009)                            | Horst Seehofer (2012, intérim)    | CDU                                      |                                 | | Première femme et première personnalité de l’ancienne Allemagne de l’Est à cette fonction, à la tête d'une grande coalition de 2005 à 2009, d'une coalition CDU-CSU-FDP de 2009 à 2013 et à nouveau d'une grande coalition de 2013 à 2021. | |
| 2                          | 28 octobre 2009 17 décembre 2013  | Angela Merkel (1954)               | CDU/CSU-FDP           | 17e (2009)                            | Joachim Gauck (2012 - 2017)       | CDU                                      |                                 | | Première femme et première personnalité de l’ancienne Allemagne de l’Est à cette fonction, à la tête d'une grande coalition de 2005 à 2009, d'une coalition CDU-CSU-FDP de 2009 à 2013 et à nouveau d'une grande coalition de 2013 à 2021. | |
| 3                          | 17 décembre 2013 14 mars 2018     | Angela Merkel (1954)               | CDU/CSU-SPD           | 18e (2013)                            |                                   | CDU                                      |                                 | | Première femme et première personnalité de l’ancienne Allemagne de l’Est à cette fonction, à la tête d'une grande coalition de 2005 à 2009, d'une coalition CDU-CSU-FDP de 2009 à 2013 et à nouveau d'une grande coalition de 2013 à 2021. | |
| 3                          | 17 décembre 2013 14 mars 2018     | Angela Merkel (1954)               | CDU/CSU-SPD           | 18e (2013)                            | Frank-Walter Steinmeier (2017)    | CDU                                      |                                 | | Première femme et première personnalité de l’ancienne Allemagne de l’Est à cette fonction, à la tête d'une grande coalition de 2005 à 2009, d'une coalition CDU-CSU-FDP de 2009 à 2013 et à nouveau d'une grande coalition de 2013 à 2021. | |
| 4                          | 14 mars 2018 8 décembre 2021      | Angela Merkel (1954)               | CDU/CSU-SPD           | 19e (2017)                            |                                   | CDU                                      |                                 | | Première femme et première personnalité de l’ancienne Allemagne de l’Est à cette fonction, à la tête d'une grande coalition de 2005 à 2009, d'une coalition CDU-CSU-FDP de 2009 à 2013 et à nouveau d'une grande coalition de 2013 à 2021. | |
|                            |                                   | Olaf Scholz (1958)                 | •                     | 8 décembre 2021 6 novembre 2024       | SPD-Grünen-FDP                    | SPD                                      | 20e (2021)                      | Précédemment vice-chancelier et ministre fédéral des Finances. À la tête de la première coalition en feu tricolore formée au niveau fédéral.                                                                          | | |
| 6 novembre 2024 6 mai 2025 | SPD-Grünen                        | Olaf Scholz (1958)                 | •                     |                                       |                                   | SPD                                      | 20e (2021)                      | Précédemment vice-chancelier et ministre fédéral des Finances. À la tête de la première coalition en feu tricolore formée au niveau fédéral.                                                                          | | |
|                            |                                   | Friedrich Merz (1955)              | •                     | 6 mai 2025 En cours                   | CDU/CSU-SPD                       | CDU                                      | 21e (2025)                      | | | |

### Classement par durée de mandat
| Rang | Nom                  | En jours    | En années                  | N° | Dates       | Commentaire                    |
| ---- | -------------------- | ----------- | -------------------------- | -- | ----------- | ------------------------------ |
| 1    | Helmut Kohl          | 5 870 jours | 16 ans et 26 jours         | 6  | 1982 – 1998 | Battu aux élections fédérales. |
| 2    | Angela Merkel        | 5 860 jours | 16 ans et 16 jours         | 8  | 2005 – 2021 | Ne se représente pas.          |
| 3    | Konrad Adenauer      | 5 143 jours | 14 ans et 1 mois           | 1  | 1949 – 1963 | Démissionne.                   |
| 4    | Helmut Schmidt       | 3 060 jours | 8 ans, 4 mois et 15 jours  | 5  | 1974 – 1982 | Renversé par le Bundestag.     |
| 5    | Gerhard Schröder     | 2 583 jours | 7 ans et 26 jours          | 7  | 1998 – 2005 | Battu aux élections fédérales. |
| 6    | Willy Brandt         | 1 659 jours | 4 ans, 6 mois et 16 jours  | 4  | 1969 – 1974 | Démissionne.                   |
| 7    | Olaf Scholz          | 1 245 jours | 3 ans, 4 mois et 28 jours  | 9  | 2021 – 2025 | Battu aux élections fédérales. |
| 8    | Ludwig Erhard        | 1 142 jours | 3 ans, 1 mois et 15 jours  | 2  | 1963 – 1966 | Démissionne.                   |
| 9    | Kurt Georg Kiesinger | 1 055 jours | 2 ans, 10 mois et 20 jours | 3  | 1966 – 1969 | Battu aux élections fédérales. |
| 10   | Friedrich Merz       | 66 jours    | 2 mois et 5 jours          | 10 | 2025 –      | Mandat en cours.               |